# Bank of Communications
Bank of Communications Limited (交通銀行, Jiāotōng Yínháng, «Банк коммуникаций» или банк «Цзяотун», сокращённо  BoCom) — пятый по величине коммерческий банк КНР. С 2023 года входит в число глобальных системно значимых банков. В списке Forbes Global 2000 за 2023 год Bank of Communications занял 53-е место.

## История
Bank of Communications был основан в 1908 году для финансирования развития транспортной инфраструктуры в Китае, в частности для выкупа у бельгийцев железной дороги Пекин — Ханькоу. Первое отделение вне материкового Китая было открыто в 1934 году в Гонконге, в то время британской колонии. После Гражданской войны 1949 года руководство банка бежало на остров Тайвань (с частью активов), где воссоздало банк; впоследствии он стал частью Mega International Commercial Bank. Активы, оставшиеся в КНР, были поглощены центральным банком КНР.
В ходе реорганизации Центрального банка КНР в 1986 году было принято решение восстановить Банк коммуникаций, он начал работу 1 апреля 1987 года. В 2005 году было проведено первичное размещение акций банка на Гонконгской фондовой бирже (акций класса H); 19,9 % акций было куплено британским финансовым конгломератом HSBC. В 2007 году на Шанхайской фондовой бирже было размещено 3,19 млрд акций класса А (6,5 % от рыночной стоимости банка) на 25,2 млрд юаней ($3,3 млрд).
К концу 2023 года банк выдал кредиты на проекты по сокращению выбросов углекислого газа на сумму 21,38 млрд юаней; объем непогашенных кредитов на зеленое развитие достиг 822,04 млрд юаней (115,6 млрд долл. США), увеличившись на 29,37 % по сравнению с концом 2022 года.

## Деятельность
В материковой части КНР у банка имеется 3450 отделений, также есть отделения в Гонконге, Нью-Йорке, Сан-Франциско, Токио, Сингапуре, Сеуле, Франкфурте, Макао, Хошимине, Сиднее, Брисбене, Мельбурне, Тайбее, Лондоне, Люксембурге, Париже, Риме, Торонто и Рио-де-Жанейро.
Банк осуществляет выпуск платёжных карт, на 2018 год было более 72 млн зарегистрированных кредитных карт и 14,3 млн дебетовых карт. Также банк предоставляет услуги по управлению активами (размер активов под правлением на 2018 год составлял 3,058 трлн юаней) и депозитарные услуги (активы на хранении составили 10,3 трлн юаней).
Более половины активов банка составляют выданные кредиты (на 2023 год — 8,0 трлн из 14,1 трлн юаней), причём преобладают корпоративные кредиты (5,2 трлн юаней). На инвестиции в ценные бумаги приходится 4,1 трон юаней, из них 2,8 трлн — гособлигации, наличные и балансы в центральных банках — 898 млрд юаней. Принятые депозиты составляют основную часть пассивов (8,55 трлн юаней).
Чистый процентный доход в 2023 году составил 164 млрд юаней, другие виды дохода (плата за обслуживание банковских карт, управление активами и др.) составили 94 млрд юаней.
Совокупные активы банка на конец 2021 года составляли 11,67 трлн юаней, что на 9,05 % больше, чем на конец 2020 года. По итогам 2021 года чистая прибыль банка выросла на 11,89 % в годовом исчислении и составила 87,58 млрд юаней (13,74 млрд долл. США); чистый операционный доход банка достиг 269,75 млрд юаней, увеличившись на 9,33 % в годовом исчислении.
|                                     | 2004…  | 2009  | 2010  | 2011  | 2012  | 2013  | 2014  | 2015  | 2016  | 2017  | 2018  | 2019  | 2020  | 2021  | 2022  | 2023  |
| ----------------------------------- | ------ | ----- | ----- | ----- | ----- | ----- | ----- | ----- | ----- | ----- | ----- | ----- | ----- | ----- | ----- | ----- |
| Чистый процентный доход, млрд юаней | 25,19… | 66,67 | 85,00 | 103,5 | 120,1 | 130,7 | 131,5 | 139,5 | 131,3 | 124,9 | 130,9 | 144,1 | 153,3 | 161,7 | 169,9 | 164,1 |
| Чистая прибыль, млрд юаней          | 1,604… | 30,12 | 39,04 | 50,74 | 58,37 | 62,30 | 65,85 | 66,53 | 67,21 | 70,22 | 73,63 | 77,28 | 78,27 | 87,58 | 92,15 | 92,73 |
| Активы, трлн юаней                  | 1,144… | 3,309 | 3,952 | 4,611 | 5,273 | 5,961 | 6,268 | 7,155 | 8,403 | 9,038 | 9,531 | 9,906 | 10,70 | 11,67 | 12,99 | 14,06 |
| Собственный капитал, млрд юаней     | 52,10… | 163,8 | 222,8 | 271,8 | 379,9 | 419,6 | 471,1 | 534,9 | 629,1 | 671,1 | 698,4 | 793,2 | 866,6 | 964,6 | 1023  | 1088  |

## Акционеры
Основными акционерами банка по состоянию на конец 2023 года были Министерство финансов КНР (17,75 % акций класса A и 6,13 % акций класса H), The Hongkong and Shanghai Banking Corporation (19,03 % акций класса H), Национальный совет фонда социального обеспечения (4,18 % акций класса A и 11,36 % акций класса H), HKSCC Nominees (10,38 % акций класса H).

## Дочерние компании
Основные дочерние компании на конец 2018 года:
- BoCom Schroder Fund — компания по операциям с ценными бумагами и управлению активами, созданная в 2005 год совместно с Schroder Investment Management Limited (30 %) и China International Marine Containers (5 %); активы — 3,75 млрд юаней.
- BoCom International Trust — трастовая компания, основанная в 2007 году в партнёрстве с Hubei Provincial Communications Investment Group Co., Ltd (15 %); активы на хранении трастовых фондов компании составляют в среднем 855 млрд юаней, собственные активы компании — 12,5 млрд юаней.
- BoCom Leasing — лизинговая компания, основанная в 2007 году; активы — 232 млрд юаней.
- BoCommLife Insurance — страховая компания, созданная в 2010 году в партнёрстве с Commonwealth Bank of Australia (37,5 %); активы — 40,58 млрд юаней.
- BoCom International — финансовая компания, основанная в 2007 году; 73,14 % акций принадлежит банку, остальные обращаются на Гонконгской фондовой бирже.
- BoCom Insurance — страховая компания, созданная в 2000 году в Гонконге; активы — 747 млн гонконгских долларов.
- BoCom Investment — финансовая компания, основанная в 2017 году; активы — 20,37 млрд юаней.
- Bank of Communications (UK) Limited — филиал в Великобритании (основан в 2011 году).
- Bank of Communications (Luxemburg) Limited — филиал в Люксембурге, основан в 2015 году, имеет отделения в Париже и Милане.
- BoCom Brazil Holding Company Ltda — инвестиционный холдинг в Бразилии, зарегистрирован в 2016 году.
- BANCO Bocom BBM S.A. — бразильский банк, основанный в 1967 году (BoCom принадлежит 80 %).
- Bank of Communications Financial Assets Investment Co., Ltd. — финансовая компания, основана в 2017 году.
- Bank of Communications (Hong Kong) Limited — гонконгский банк, зарегистрирован в начале 2018 года.

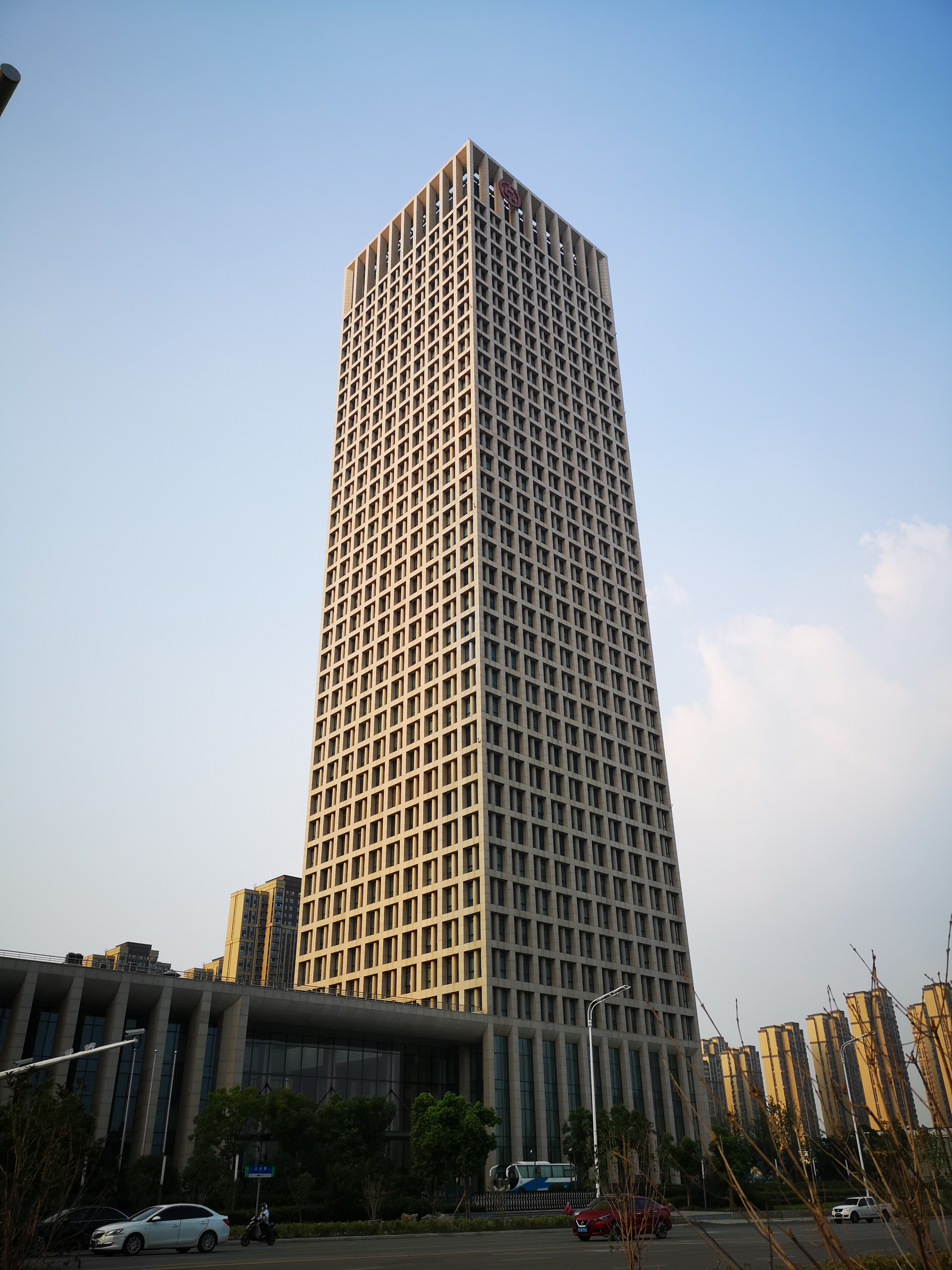
Офис в Хэфэе
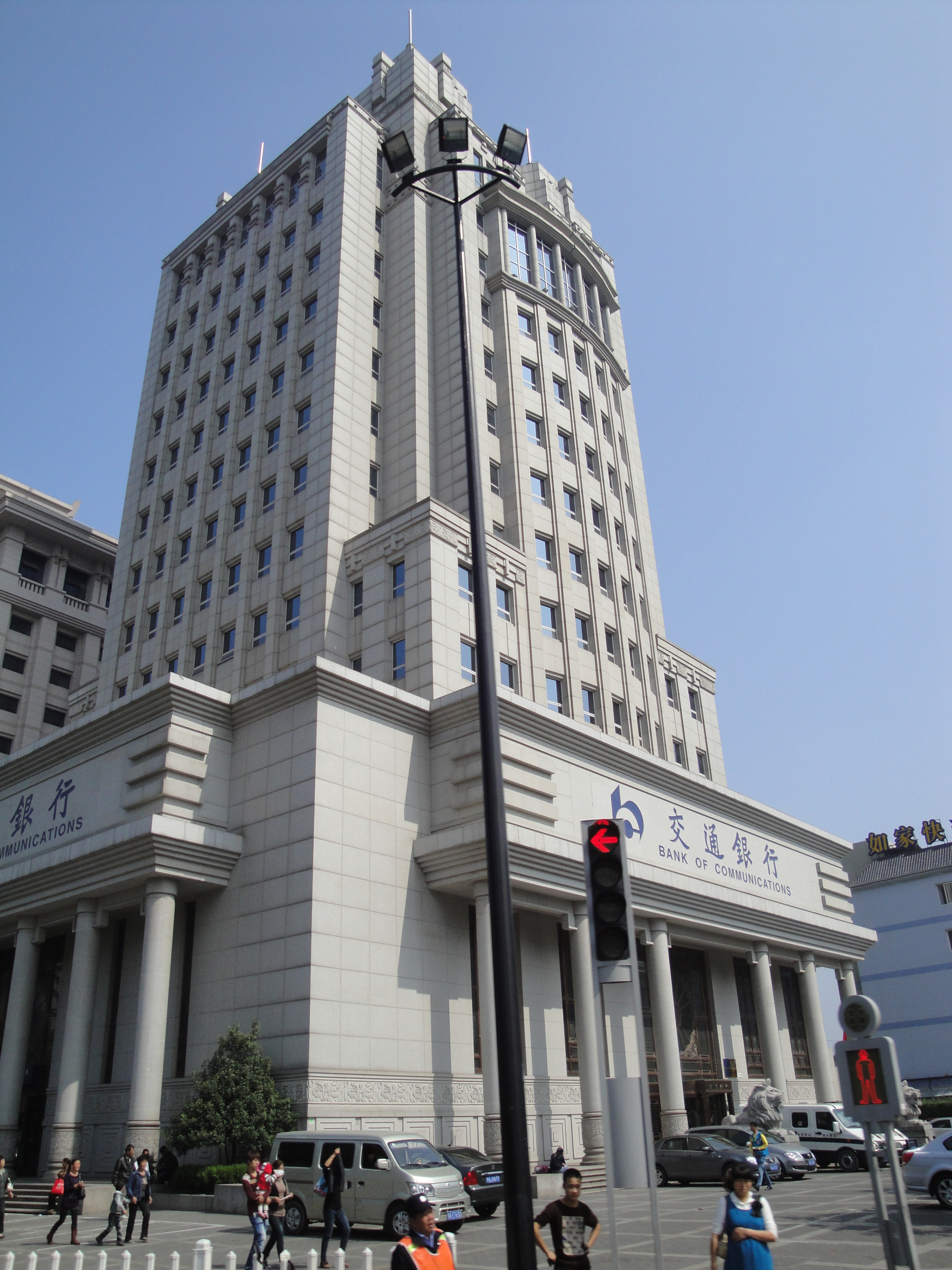
Офис в Сиане
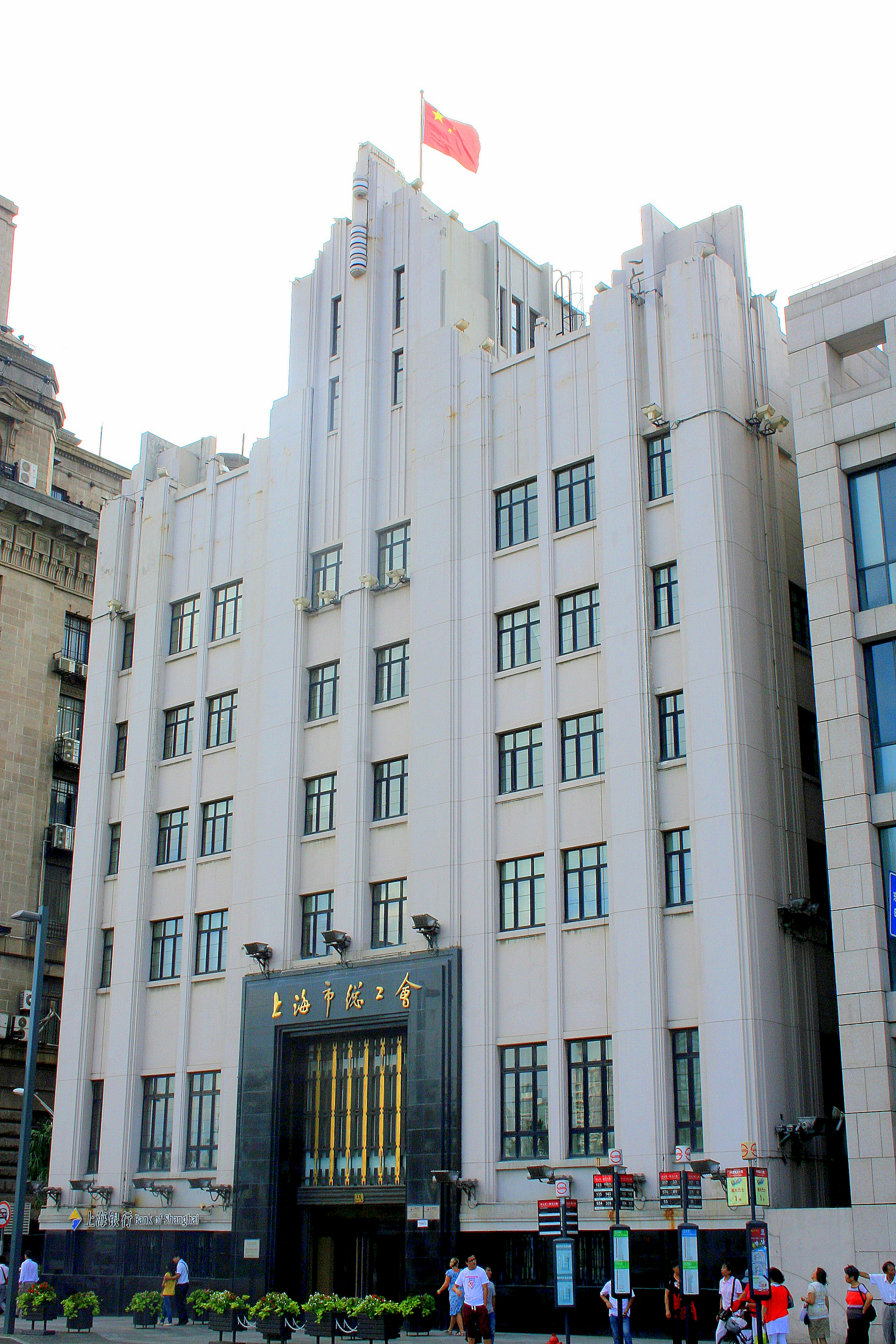
Офис в Шанхае
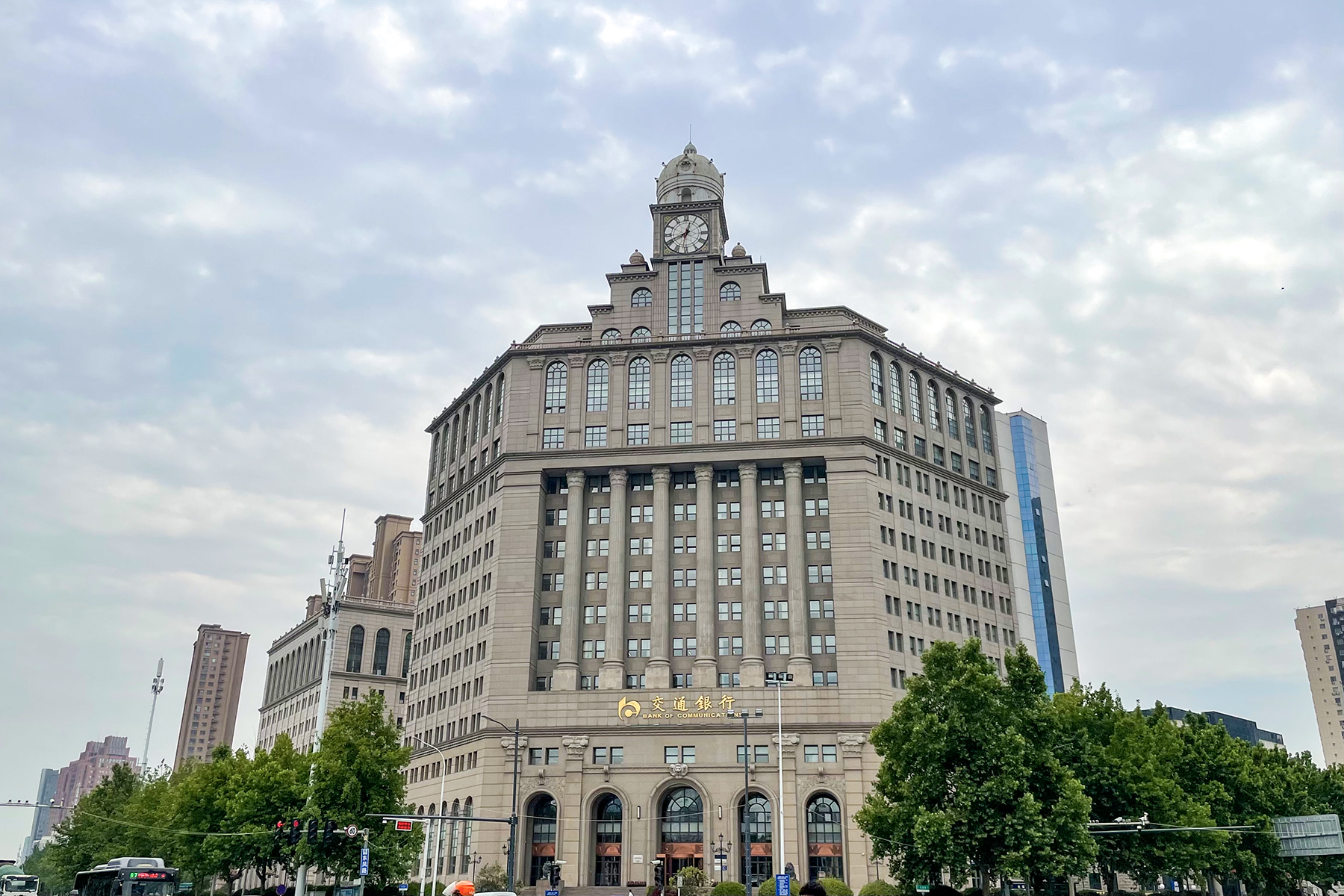
Офис в Чжэнчжоу